# Тауциј де Сус (Марамуреш)
Тауциј де Сус (рум. Tăuții de Sus) насеље је у Румунији у округу Марамуреш у општини Баја Сприје. Oпштина се налази на надморској висини од 298 m.

## Становништво
Према подацима из 2002. године у насељу је живело 3491 становника.

### Попис2002.
| Расподела становништва по националности 2002.‍ | Расподела становништва по националности 2002.‍ | Расподела становништва по националности 2002.‍ | Расподела становништва по националности 2002.‍ | Расподела становништва по националности 2002.‍ |
| --------------------------------------------- | --------------------------------------------- | --------------------------------------------- | --------------------------------------------- | --------------------------------------------- |
|                                               |                                               |                                               |                                               |                                               |
| Румуни                                        | Румуни                                        |                                               | 2.777                                         | 79,6%                                         |
| Мађари                                        | Мађари                                        |                                               | 375                                           | 10,8%                                         |
| Роми                                          | Роми                                          |                                               | 305                                           | 8,7%                                          |
| Украјинци                                     | Украјинци                                     |                                               | 13                                            | 0,4%                                          |
| Немци                                         | Немци                                         |                                               | 18                                            | 0,5%                                          |